# ダグ・ウィリアムス (プロレスラー)
ダグ・ウィリアムス（Doug Williams、1972年9月1日 - ）は、イギリスのプロレスラー。
本名、ダグラス・クレイトン・ダードル（Douglas Clayton Durdle）。バークシャー州レディング出身。

## 来歴
1992年、柔道72kg級でイギリスチャンピオンとなる。
1993年10月にプロレスデビュー。ヨーロッパでは、FWAに所属し、様々な団体に参加。アメリカでは、ROHやTNAなどに参戦。
2004年にプロレスリング・ノアに初参戦。その後、ノアに定期的に参戦。2005年1月23日、スコーピオとのタッグで第9代GHCタッグ王座を獲得。その後は、同じイギリス出身のナイジェル・マッギネスと英国タッグを組んで活躍した。2006年10月には、GHCタッグ王座決定トーナメントに同タッグで出場するも、1回戦で敗れた。
2006年11月のWWEのイギリス公演では、カリートとダーク・マッチで戦った。
2008年6月のノアのイギリス興行では現地においてエージェントを務め、選手のホテルやバスの手配、入国ビザの申請まで行っている。
2009年春頃からTNAと契約。ニック・オールディスとタッグを組んで活動。7月22日、アメリカ・フロリダ州オーランドで行なわれたTNA「iMPACT」でのチーム3D（ブラザー・レイ＆ブラザー・ディーボン）vsブルータス・マグナス＆ダグ・ウィリアムス戦にて、IWGPタッグ王座が懸けられ、挑戦者チームであるブルータス・マグナス＆ダグ・ウィリアムスが勝利し、王座が移動した。しかし選手権管理者である新日本プロレス側が、この試合はIWGP実行委員会が認める正式なIWGPタッグ王座戦ではないと主張し、王者はチーム3Dのままであると認定した。しかしその後、新日本プロレスならびにTNA双方の協議により、この試合を正式なタイトルマッチとして認定し、ブルータス・マグナス＆ダグ・ウィリアムス組が第53代IWGPタッグ王者となった。
2012年より、傘下団体であるOVWのトレーナーを兼任しながら試合に出場していたが、2013年6月5日にTNAとの契約は解除され、OVW専属となった。
2018年10月4日、プロレスラー引退を表明したことが明らかになった。
2020年1月4～5日、プロレスリング・ノア後楽園ホール大会に参戦のため来日。
4日はクリス・リッジウェイとタッグを組み、丸藤正道&田中稔組と対戦。5日は小川良成&鈴木鼓太郎&小峠篤司&クリス・リッジウェイとタッグを組み、武藤敬司&原田大輔&タダスケ&HAYATA&YO-HEY組と対戦した。

## 得意技
ボムスケアー
ダイビング・ニー・ドロップ。
カオスセオリー
フィニッシャー。別名をロールスルー・ジャーマン・スープレックス。相手の背後から両腕で胴を抱き込み、そのまま相手ごと後方へ一回転して立ち上がり、その勢いを利用してジャーマン・スープレックスを繰り出す。
レヴォリューションDDT
飛びつき式トルネードDDT
アナーキー・ニー
ハイ・ニー。
ブリティッシュ・フィギュアフォー・レッグロック
裏足4の字固め

## タイトル歴
プロレスリング・ノア
- GHCタッグ王座

新日本プロレス
- IWGPタッグ王座

NWA
- NWA世界タッグ王座

TNA
- TNA世界タッグ王座
- TNA Xディヴィジョン王座
- TNA TV王座

ROH
- ROHピュア王座

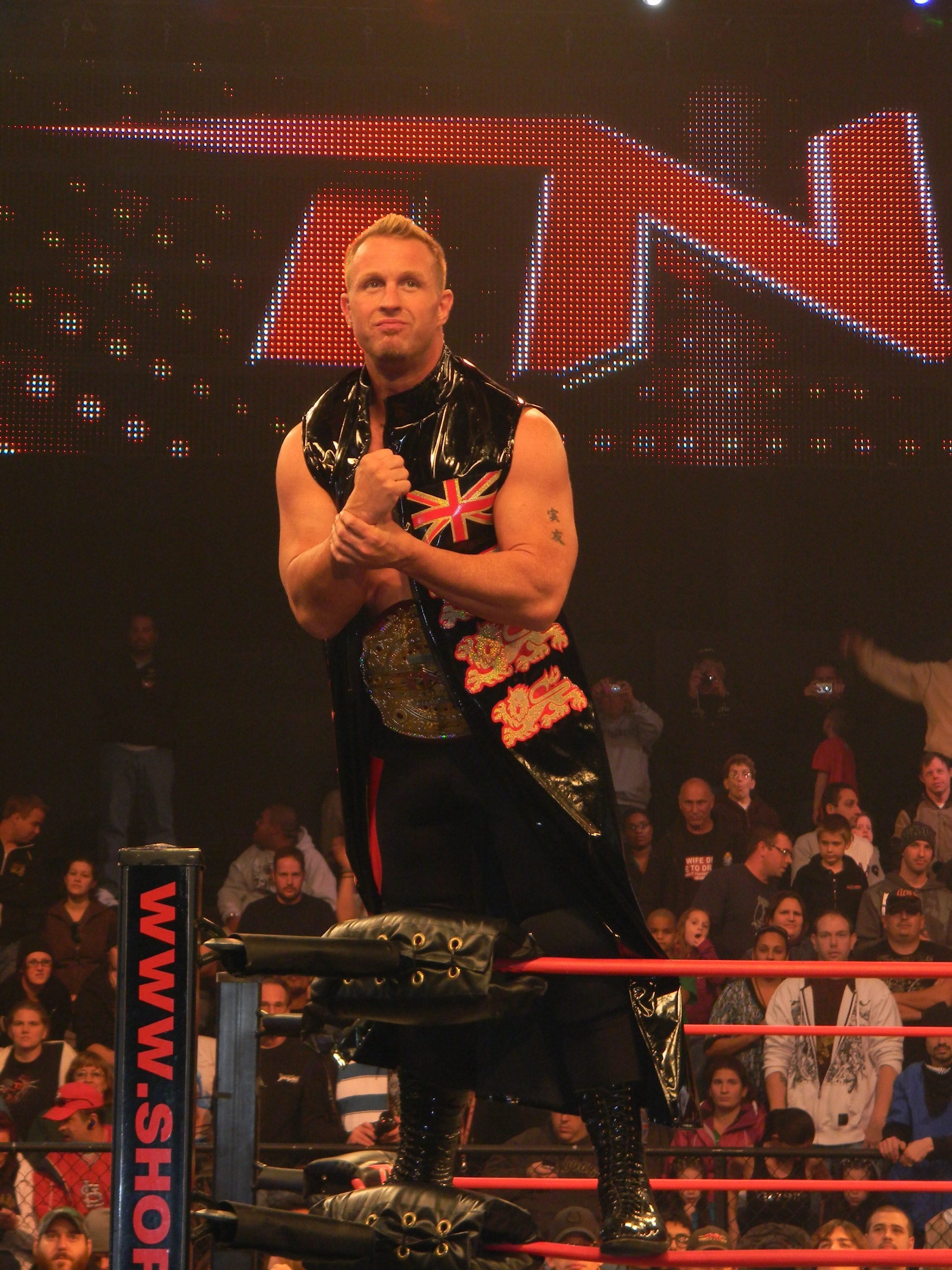
TNA TV王者時代

他にアメリカやヨーロッパのインディー団体を中心に多数のタイトルを獲得している。